# Championnat de Libye de football 1970-1971
Navigation
Saison précédente Saison suivante
La saison 1970-1971 du Championnat de Libye de football est la septième édition du championnat de première division libyen. La compétition réunit quatorze équipes au sein d'une poule unique où elles affrontent deux fois leurs adversaires, à domicile et à l'extérieur. En fin de saison, les quatre derniers du classement sont relégués et remplacés par le meilleur club de Second Division.
C'est le club d'Al Ahly Tripoli qui remporte la compétition après avoir terminé en tête du classement final, avec un seul point d'avance sur le tenant du titre, Al Ahly Benghazi et cinq sur Al Nasr Benghazi. C'est le tout premier titre de champion de Libye de l'histoire du club. 
Trois équipes abandonnent la compétition avant son démarrage : Al Charara, Asswehly Sports Club et Al Shabab al Arabe.

## Les clubs participants
| - Al Ittihad Tripoli - Al Ahly Benghazi - Al Ahly Tripoli - Ittihad Al Shorta - Al Hilal Benghazi - Al Dhahra Tripoli - Asswehly Sports Club - forfait | - Al Medina Tripoli - Al Charara - forfait - Al Africy - Al Wahda Tripoli - Al Shabab al Arabe - forfait - Al Nasr Benghazi - Al Tahaddy Benghazi |

## Compétition

### Classement
| Rang | Équipe                       | Pts | J  | G  | N | P  | Bp | Bc | Diff |
| ---- | ---------------------------- | --- | -- | -- | - | -- | -- | -- | ---- |
| 1    | Al Ahly Tripoli              | 29  | 20 | 11 | 7 | 2  | 32 | 16 | +16  |
| 2    | Al Ahly BenghaziT            | 28  | 20 | 11 | 6 | 3  | 35 | 18 | +17  |
| 3    | Al Nasr Benghazi             | 24  | 20 | 9  | 6 | 5  | 28 | 24 | +4   |
| 4    | Al Ittihad Tripoli           | 20  | 20 | 8  | 4 | 8  | 18 | 18 | 0    |
| 5    | Al Medina Tripoli            | 19  | 20 | 5  | 9 | 6  | 22 | 22 | 0    |
| 6    | Al Shorta Tripoli            | 19  | 20 | 6  | 7 | 7  | 18 | 26 | -8   |
| 7    | Al Hilal Benghazi            | 18  | 20 | 7  | 4 | 9  | 21 | 21 | 0    |
| 8    | Al Tahaddy Benghazi          | 17  | 20 | 6  | 5 | 9  | 23 | 24 | -1   |
| 9    | Al Africy                    | 17  | 20 | 6  | 5 | 9  | 23 | 27 | -4   |
| 10   | Al Wahda Tripoli             | 16  | 20 | 6  | 4 | 10 | 15 | 27 | -12  |
| 11   | Al Dhahra Tripoli            | 13  | 20 | 4  | 5 | 11 | 23 | 35 | -12  |
| 12   | Al Charara forfait           |     |    |    |   |    |    |    |      |
| 13   | Asswehly Sports Club forfait |     |    |    |   |    |    |    |      |
| 14   | Al Shabab al Arabe forfait   |     |    |    |   |    |    |    |      |

| Qualifications et relégations | Qualifications et relégations                                  |
| ----------------------------- | -------------------------------------------------------------- |
|                               | Qualification pour la Coupe d'Afrique des clubs champions 1972 |
|                               | Relégation directe en Second Division                          |
|                               | T : Tenant du titre                                            |

### Matchs
| Résultats (▼dom., ►ext.) | AFR | AHLB | AHLT | ALD | HIL | ITT | MED | NAS | TAH | WAH | SHO |
| Al Africy                |     | 1-2  | 4-4  | 2-0 | 1-0 | 2-0 | 1-1 | 1-0 | 1-1 | 1-2 | 1-2 |
| Al Ahly Benghazi         | 2-0 |      | 0-1  | 4-0 | 2-2 | 0-0 | 1-1 | 3-2 | 2-0 | 3-0 | 2-1 |
| Al Ahly Tripoli          | 3-0 | 0-2  |      | 3-1 | 2-1 | 0-0 | 2-0 | 1-1 | 1-0 | 0-0 | 2-0 |
| Al Dhahra Tripoli        | 2-1 | 0-2  | 1-1  |     | 1-1 | 0-1 | 2-3 | 1-1 | 3-2 | 4-1 | 1-2 |
| Al Hilal Benghazi        | 3-1 | 1-2  | 3-0  | 2-1 |     | 0-1 | 2-0 | 1-2 | 2-0 | 3-1 | 0-0 |
| Al Ittihad Tripoli       | 1-2 | 2-1  | 2-3  | 1-0 | 1-0 |     | 1-0 | 2-3 | 0-2 | 2-0 | 0-0 |
| Al Medina Tripoli        | 0-0 | 2-2  | 0-0  | 1-1 | 1-0 | 0-2 |     | 1-2 | 0-0 | 3-0 | 2-0 |
| Al Nasr Benghazi         | 2-1 | 1-1  | 1-1  | 3-1 | 1-0 | 2-1 | 1-1 |     | 3-2 | 1-0 | 0-1 |
| Al Tahaddy Benghazi      | 1-3 | 2-1  | 3-0  | 2-1 | 0-1 | 1-1 | 2-1 | 1-1 |     | 0-1 | 3-0 |
| Al Wahda Tripoli         | 1-0 | 1-1  | 0-1  | 1-2 | 0-0 | 1-0 | 0-2 | 3-1 | 1-0 |     | 2-2 |
| Al Shorta Tripoli        | 0-0 | 1-2  | 0-4  | 1-1 | 1-2 | 1-0 | 3-3 | 1-0 | 1-1 | 1-0 |     |

## Bilan de la saison
| Championnat de Libye de football 1970-1971 |                             |
| Champion                                   | Al Ahly Tripoli (1er titre) |
| Coupes et trophées                         |                             |
| Vainqueur de la Coupe de Libye 1970-1971   | Non disputée                |
| Qualifications continentales               |                             |
| Coupe d'Afrique des clubs champions 1972   | Al Ahly Tripoli             |
| Promotions et relégations                  |                             |
| Promus en Premier League                   | Al Tayaran                  |
| Relégués en Second Division                | Al Dhahra Tripoli           |
| Relégués en Second Division                | Al Charara                  |
| Relégués en Second Division                | Asswehly Sports Club        |
| Relégués en Second Division                | Al Shabab al Arabe          |